# Козырь, Андрей Григорьевич
Андрей Григорьевич Козырь (1919, село Гонтов Яр, Валковский уезд, Харьковская губерния — неизвестно, Алма-Атинская область, Казахская ССР) — тракторист-комбайнёр колхоза имени Максима Горького Джувалинского района Джамбулской области, Казахская ССР. Герой Социалистического Труда (1966).

## Биография
Родился в 1919 году в рабочей семье в селе Гонтов Яр Харьковской губернии. После окончания курсов механизации в 1937 году трудился в местном колхозе до призыва в 1939 году на срочную службу в Красную Армию. Участвовал в Великой Отечественной войне. После демобилизации в 1946 году переехал в Джамбулскую область. Трудился механизатором на Казанской машинно-тракторной станции, которая в 1957 году была преобразована в колхоз имени Максима Горького Джувалинского района.
Показывал высокие трудовые результаты в годы Семилетки (1959—1965). В 1963 году на тракторе ДТ-54 обработал 1105 гектаров пахотной земли и на комбайне С-6 убрал 490 гектаров зерновых. В 1965 году вспахал 1256 пахотной земли и убрал зерновые на площади 498 гектаров. Указом Президиума Верховного Совета СССР от 23 июня 1966 года удостоен звания Героя Социалистического Труда за «успехи, достигнутые в увеличении производства и заготовок пшеницы, ржи, гречихи, риса, других зерновых и кормовых культур и высокопроизводительном использовании техники» с вручением ордена Ленина и золотой медали «Серп и Молот» (№ 12401).
Неоднократно участвовал в работе Всесоюзной выставки ВДНХ. Избирался депутатом Казанского сельского Совета депутатов трудящихся.
После выхода на пенсию переехал в Алма-Атинскую область. Дата смерти не установлена.
Награды
- Герой Социалистического Труда
- Орден Ленина
- Медаль «За отвагу»
- Медаль «За боевые заслуги»
- Медали ВДНХ.